# Wereszyn
Wereszyn (ukr. Верешин) – wieś w Polsce położona w województwie lubelskim, w powiecie hrubieszowskim, w gminie Mircze. Leży przy drodze wojewódzkiej nr 844 .
W latach 1975–1998 miejscowość administracyjnie należała do ówczesnego województwa zamojskiego. 
Wieś jest sołectwem w gminie Mircze. Według Narodowego Spisu Powszechnego Ludności i Mieszkań (III 2011 r.) miała 130 mieszkańców i była dwudziestą co do wielkości miejscowością gminy.

## Historia
Zofia z Zamiechowa własnym kosztem zbudowała tutaj kościół.
Według spisu z 1921 roku we wsi znajdowały się 102 chaty i 577 mieszkańców (312 kobiet i 265 mężczyzn). Spośród nich 419 zapisano jako Polaków, 119 jako Rusinów (Ukraińców) i 39 jako Żydów. Wśród nich było 24 rzymskich katolików, 413 prawosławnych, 1 osoba zadeklarowała przynależność do innej wspólnoty chrześcijańskiej, zaś 39 było wyznawcami judaizmu. W międzywojennej Polsce wieś należała do gminy Kryłów powiatu hrubieszowskiego.
W miejscowości znajdowała się prawosławna cerkiew pod wezwaniem Podwyższenia Krzyża Pańskiego, zburzona w ramach akcji polonizacyjno-rewindykacyjnej (1938). Przetrwał natomiast prawosławny cmentarz, obok którego położona była świątynia.
12 lutego 1944 roku oddział Batalionów Chłopskich pod dowództwem kaprala Stanisława Basaja ps. "Ryś" zaatakował wieś w momencie, gdy odbywało się tam wesele ukraińskiego policjanta na służbie niemieckiej. W historiografii ukraińskiej wydarzenie to jest określane jako "rozstrzelane wesele". Zginęło wówczas 12 ukraińskich cywili (w tym 4 kobiety) і pan młody; według Mariusza Zajączkowskiego ofiar było od siedmiu do dwudziestu, z czego co najmniej czterej zabici służyli w Ukraińskiej Policji Pomocniczej. 21 marca tego samego roku polski oddział zabił w Wereszynie 35 Ukraińców, a w maju tego samego roku kolejne kilka osób tej narodowości.